# Peter Doig

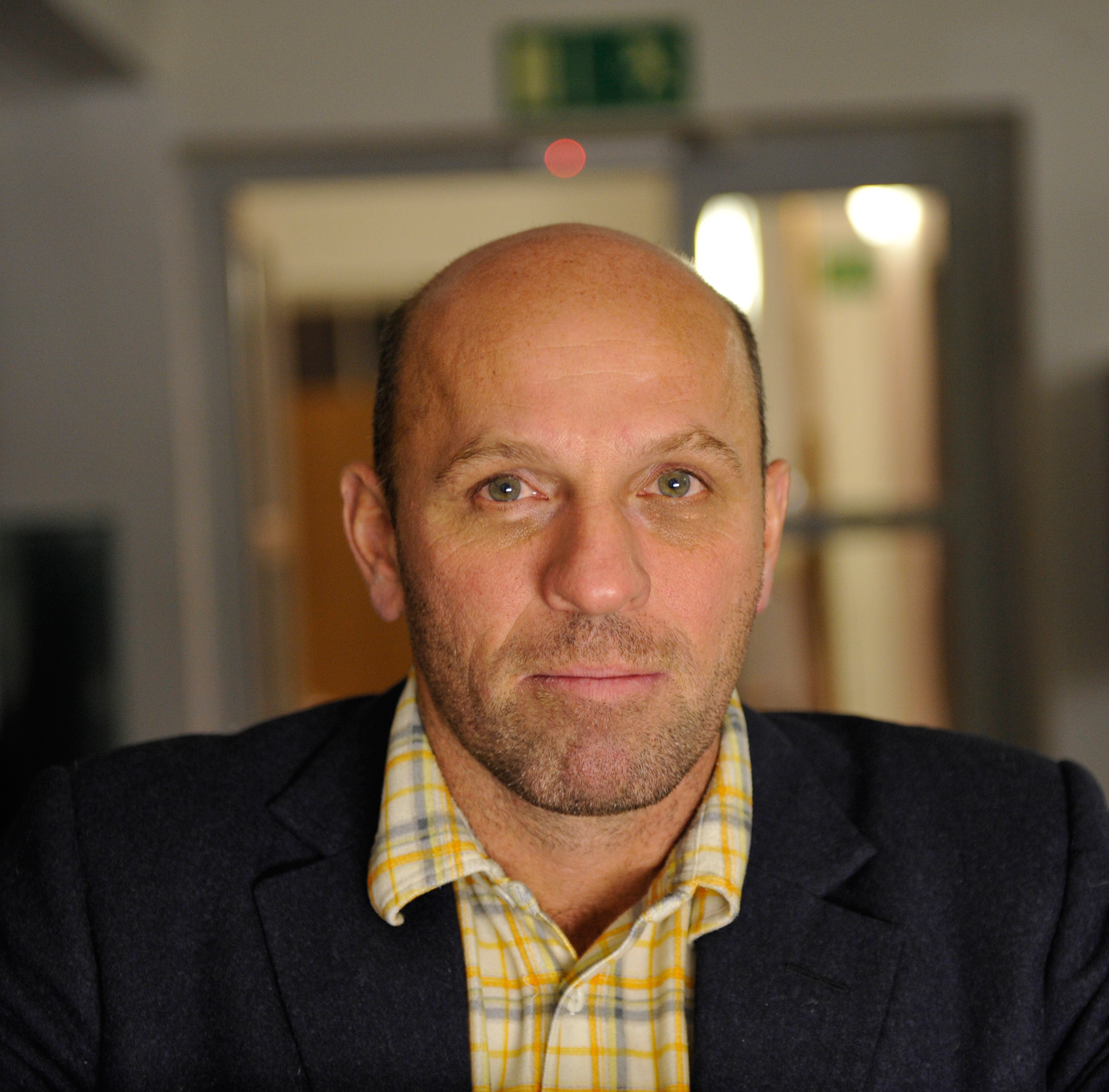
Peter Doig (2010)

Peter Doig (Edinburgh, 17 april 1959) is een Schots kunstschilder, bekend om zijn tijdloze, exotische landschapsschilderijen. 

## Biografie
Doig werd geboren in Edinburgh. Hij verhuisde op tweejarige leeftijd naar Trinidad en vier jaar later naar de stad Quebec in de gelijknamige provincie, waar zijn vader een Britse rederij vertegenwoordigde. Later verhuisde hij naar Londen om er kunstgeschiedenis te studeren. 
Tussen 1979 en 1980 studeerde Doig aan het Wimbledon College of Art en daarna tot 1983 aan de Saint Martin's School of Art. Zijn Master behaalde hij in 1990 aan de Chelsea College of Arts. Tussen 1995 en 2000 zetelde Doig in de Beheerraad van de Tate Gallery.
Sinds 2002 woont en werkt hij in Trinidad. Sinds 2005 is hij professor in schilderkunst aan de Kunstakademie Düsseldorf.

## Werk
Veel van Doigs schilderijen zijn landschappen, waarvan een aantal verwijst naar scènes in de sneeuw uit zijn kindertijd in Canada. Zijn werk is vaak gebaseerd op foto's, maar is niet fotorealistisch geschilderd. Doig creëert eerder magisch-realistische taferelen. De compositie van zijn landschappen is vaak horizontaal, waarmee hij een sfeer van uitgestrektheid en rust creëert. In zijn schilderijen combineert hij verschillende kleuren, wat ze speels maakt.
Het bekendste werk van Doig is zijn serie schilderijen van Le Corbusiers modernistische appartementsgebouw l'Unité d'Habitation in Briey in het Franse departement Meurthe-et-Moselle. De moderne stedelijke structuren worden deels verborgen door het bos dat het gebouw omringt.
Peter Doig is een van de duurste levende kunstschilders. In februari 2007 werd bij Sotheby's in Londen een zijn schilderij Wide White Canoe geveild voor een bedrag van £5,7 miljoen, op dat moment een record voor een schilderij van een nog levende kunstenaar. In 2015 werd dit zelfs overtroffen met een bedrag van bijna 25 miljoen dollar voor Swamped bij Christie's.
De opbrengsten van zijn werk op veilingen roepen hoge verwachtingen op en dat leidde in 2016 tot een merkwaardige rechtszaak in Chicago. Doig werd aangeklaagd door een Canadese reclasseringsambtenaar die claimde een werk te bezitten dat hij in 1976 als 17-jarige in de gevangenis zou hebben gemaakt. Hij wilde het veilen en verwachtte er miljoenen voor te kunnen krijgen. Doig ontkende dat hij het werk had gemaakt en moest dit verdedigen in de rechtszaal. Hij werd door de rechter in het gelijk gesteld nadat hij had aangetoond dat hij nooit in de gevangenis had gezeten, dat hij het werk nooit had kunnen maken en dat het niet leek op zijn andere werken.

## Tentoonstellingen
- De Saatchi Gallery nam Peter Doig in 2005 op in de toonaangevende expositie The Triumph of Painting.[5]
- In het voorjaar van 2008 werd een grote overzichtstentoonstelling van zijn werk gehouden in het Tate Britain.[6]
- In het najaar van 2008 was er een tentoonstelling van zijn werk in het Musée d'Art Moderne de la Ville de Paris.[7]